# 1004 Belopolskya
Az 1004 Belopolskya (ideiglenes jelöléssel A923 RR) egy kisbolygó a Naprendszerben. Szergej Ivanovics Beljavszkij fedezte fel 1923. szeptember 5-én.
A bolygót Aristarkh Belopolsky orosz csillagászról nevezték el.

## Kapcsolódó szócikk
- Kisbolygók listája